# Obic Seagulls
Obic Seagulls est un club japonais de football américain basé à Narashino, Chiba. Elle se trouve dans la X League. La Mascotte se nommant James est une représentation d'une mouette Blanche avec l'uniforme de l'équipe ou une mouette marron avec le casque doré de l'équipe.  

## Palmarès
- Vainqueur du Rice Bowl : 1997, 1999, 2006
- Champion de la X League : 1996, 1998, 2002, 2005
- Vice-Champion de la X League : 1995
- Champion National : 1996, 1998, 2005